# Battaglia di Bianello
La battaglia di Bianello, nota anche come battaglia della Nebbia, fu uno scontro che avvenne nell’ottobre 1092 tra gli eserciti dell’imperatore Enrico IV e di Matilde di Canossa, a causa del tentativo di Enrico IV di espugnare la rocca di Canossa. Presso Quattro Castella, alle spalle del castello di Bianello, si arriva alla chiesetta della Madonna. L'edificio fu eretto in memoria della vittoria ottenuta dalle truppe di Matilde di Canossa a danno delle truppe imperiali di Enrico, nell'ambito della lotta per le investiture.

## Lo scontro militare
Sulla via matildica per Canossa, tra le località di Bergonzano e Sedignano, al confine con le parrocchie di San Polo e di Grassano, giunsero le forze imperiali. Le forze matildiche si arroccarono principalmente a monte Giumigna. Per questo Enrico IV che aveva forze militari superiori si affrettò allo scontro. Tuttavia altre forze militari matildiche arroccate al castello di Bianello ben resistettero all'assedio potendo anche tentare un aggiramento imperiale grazie a forze campali esterne.
La vittoria inaspettatamente arrise alle forze matildiche grazie alla conoscenza precisa dei luoghi, riuscendo a sfruttare il fattore orografico delle zone di combattimento e grazie alla fitta nebbia.

## Conseguenze politiche
Per volere matildico fu eretta nel luogo della battaglia una statua dedicata alla Beata Vergine. A seguito della scomparsa della Grancontessa Matilde fu eretta anche la chiesetta. Distrutta dal tempo e da successive battaglie svoltasi nella stessa zona (1233 e 1557), fu ricostruita in gran parte nel 1724.